# Li Hewen
Li Hewen (chinesisch 李赫文; * 3. November 1981 in Liaoning) ist ein chinesischer Poolbillardspieler. Er wurde 2012 Vizeweltmeister im 9-Ball und gewann 2007 sowie 2010 gemeinsam mit Fu Jianbo den World Cup of Pool.

## Karriere

### Einzel
Nach drei neunten Plätzen in den Jahren 2003 und 2005, erreichte er im Mai 2006 zum einzigen Mal das Finale eines Asian-9-Ball-Tour-Turniers und verlor dort mit 6:11 gegen Efren Reyes. Nachdem er einen Monat später auf der Asian Tour Dritter geworden war, schaffte er es im November 2006 nach Siegen gegen Alejandro Carvajal, Šandor Tot und Lương Chí Dũng als erster chinesischer Spieler ins Halbfinale der 9-Ball-Weltmeisterschaft, in dem er dem späteren Weltmeister Ronato Alcano mit 8:11 unterlag.
2007 erhielt er erstmals eine Einladung zum World Pool Masters, bei dem er jedoch in der ersten Runde gegen Pat Holtz ausschied. Nachdem er bei der 9-Ball-WM 2007 in der Vorrunde ausgeschieden war, erreichte er bei der 10-Ball-WM 2009 das Viertelfinale, das er mit 7:9 gegen den späteren Finalisten Lee Van Corteza verlor. 2011 schied er im Achtelfinale gegen Corteza aus. Im Oktober 2011 erreichte er das Finale des Haining Cups, das er jedoch gegen Liu Haitao verlor.
Nachdem er bei der 8-Ball-WM 2012 im Achtelfinale gegen Oliver Ortmann ausgeschieden war, gelang Li Hewen bei der 9-Ball-WM 2012 nach Siegen gegen Omar al-Shaheen, Antonio Gabica und Ralf Souquet der Einzug ins Finale, in dem er dem Engländer Darren Appleton nur knapp mit 12:13 unterlag. Im Oktober 2012 wurde er Neunter bei den US Open.
Im Mai 2013 erreichte Li erstmals das Achtelfinale der China Open. Einen Monat später gewann er bei den Asian Indoor & Martial Arts Games nach einer Halbfinalniederlage gegen den späteren Goldmedaillengewinner Ko Pin-yi die Bronzemedaille. Bei der 9-Ball-WM 2013 schied er in der Vorrunde aus.
Im Januar 2014 wurde Li Hewen beim erstmals ausgetragenen World Chinese 8-Ball Masters Fünfter. Im Juni 2011 erreichte er das Achtelfinale der China Open sowie das Viertelfinale der 9-Ball-Weltmeisterschaft und verlor dort gegen den späteren Finalisten Albin Ouschan. Bei den Japan Open 2014 zog er ins Halbfinale ein, in dem er dem späteren Turniersieger Raymund Faraon mit 7:11 unterlag.
Im Juli 2015 erreichte er nach einem 11:9-Sieg gegen Titelverteidiger Chang Yu-Lung zum dritten Mal in Folge das Achtelfinale der China Open, das er jedoch gegen den Vietnamesen Hoang Quan Do verlor. Bei der 9-Ball-WM 2015 schied er in der Runde der letzten 64 gegen Denis Grabe aus.

### Mannschaft
Li Hewen nahm bislang siebenmal am World Cup of Pool teil. Nachdem er diesen 2007 gemeinsam mit Fu Jianbo durch einen 11:10-Sieg im Finale gegen die Finnen Mika Immonen und Markus Juva gewonnen hatte, schieden sie 2008 und 2009 im Halbfinale aus, bevor sie 2010 die Philippiner Ronato Alcano und Dennis Orcollo im Finale mit 10:5 besiegten. 2011 schieden Fu und Li in der ersten Runde gegen die Schweizer Dimitri Jungo und Ronald Regli aus. Gemeinsam mit Liu Haitao erreichte Li 2012 das Viertelfinale. 2013 und 2015 schieden Li und Liu in der ersten Runde aus.
Mit der chinesischen Nationalmannschaft nahm Li bislang dreimal an der Team-Weltmeisterschaft teil. Dabei erreichte 2010 und 2012 das Viertelfinale sowie 2014 das Halbfinale.